# タンゲリア
タンゲリア（tanguería）とは、タンゴを生演奏する店のことである。

## 概要
アルゼンチンのブエノスアイレスやウルグアイのモンテビデオばかりでなく、世界中にあるタンゴ生演奏の店をタンゲリアという。軽い食事とワイン、オリーブ、その他の酒類をたしなみながら、タンゴ楽団の演奏を直に聴けるという場所である。「タンゴ・パプ」 という言葉もある。店によっては、プロダンサーによるタンゴダンスを行っている店もある。
また、店によってはタンゴのみならず、フォルクローレの生演奏も行っているところもある。
なお、アルゼンチンの老舗のタンゲリアの『ミケランジェロ』（Michelangelo）と『カサ・ブランカ』（Casa Blanca）が、2004年以前に閉店している。

## アルゼンチンのタンゲリア
タンゴの本場であるので、タンゲリアも40以上はあるといわれている。多くが、ブエノスアイレス特別区に集中している。
ブエノス・アイレス
- バル・スール（Bar Sur）

公式サイト　Bar Sur
- エスキーナ・デ・オメロ・マンシ　Esquina de Omero Manzi

公式サイト　Esquina de Omero Manzi
タンゴの作詞者オメロ・マンシ Homero Manzi が通い、「スール」の歌詞を書いていた喫茶店の場所にたったタンゲリア。オメロ・マンシの名前を冠する。
- エル・ケランディ（El Querandí）

公式サイト　El Querandí
- エル・ビエホ・アルマセン（El Viejo Almacén）

公式サイト　El viejo almacén
タンゴ歌手のエドムンド・リベロらが、1969年に開業する。かつては、アニバル・トロイロ楽団が専属楽団であったこともある。
- ラ・ベンターナ（La Ventana）

公式サイト　La Ventana
毎日放送製作「世界ウルルン滞在記」の「本場アルゼンチンタンゴに純名里沙が出会った」で、この店でタンゴダンスの録画がなされた。
- ミケランジェロ（Michelangelo）

公式サイト　Michelangelo
- セニョール・タンゴ（Señor Tango）

公式サイト　Señor Tango

## 日本のタンゲリア
日本にも、営業日にはいつもタンゴ生演奏が聴けるタンゲリアが複数あった。
- アンサンブル

岩手県盛岡市
公式サイト　アンサンブル
かつて営業していた日本のタンゲリア
- 六本木カンデラリア

東京都港区六本木
フォルクローレのギタリスト・歌手である高野太郎が店主の店。高野太郎の闘病生活にともない、2001年に閉店
関連サイト（未更新）六本木カンデラリア - Tango Club 21